# 高高度即応統合任務部隊
高高度即応統合任務部隊（こうこうどそくおうとうごうにんむぶたい、英語: Very High Readiness Joint Task Force、略称: VJTF）は、NATO即応部隊の一部である。

## 構図
VJTFは、最大5つの大隊と、さらに航空部隊、海上部隊、特殊部隊、支援部隊からなる多国籍の陸軍と言われている。ドイツは2,700人の兵士を提供し、英国、フランス、イタリア、ポーランド、スペインも今後、VJTFのリーダーシップを引き継ぐことに合意した。迅速な配備のために、ブルガリアなどに小規模な部隊（NFIU）が設置され、物流ネットワーク、輸送問題、およびインフラのサポートを調査するために、受入国と密接に協力している。